# Aeginura grimaldii
Aeginura grimaldii is een hydroïdpoliep uit de familie Aeginidae. De poliep komt uit het geslacht Aeginura. Aeginura grimaldii werd in 1904 voor het eerst wetenschappelijk beschreven door Maas.